# Enyny

Obecný strukturní vzorec konjugovaného enynu

Enyny jsou uhlovodíky obsahující jak dvojné (alkenové), tak i trojné (alkynové) vazby mezi atomy uhlíku; název vznikl spojením názvoslovných koncovek -en (pro alkeny) a -yn (pro alkyny).
Pokud dvojné a trojné vazby vytvářejí konjugovaný systém, tak je příslušná sloučenina konjugovaným enynem.
Nejjednodušším enynem je vinylacetylen (butenyn, but-1-en-3-yn).